# Ernest Barry
Ernest Barry (* 1. Juli 1967 in Floriana) ist ein maltesischer Fußballspieler.
Barry spielte seit der Saison 1988/89 für verschiedene Vereine auf Malta. Die meisten Spiele absolvierte er für Sliema Wanderers. Im Sommer 2009 wurde er bei Floriana FC Torwart-Coach. Für die Nationalmannschaft Maltas absolvierte er zwischen 1996 und 2001 zweiundzwanzig Länderspiele.